# 2034
2034 (MMXXXIV) е  обикновена година, започваща в неделя според Григорианския календар. Тя е 2034-та от новата ера, тридесет и четвъртата от третото хилядолетие и петата от 2030-те.

## Събития

### Спорт
- Очаква се да се проведе 25-о световно първенство по футбол.

### Друго
- Действията в книгата „Метро 2034“, която е продължение на „Метро 2033“, от руския фантаст Дмитрий Глуховски, се развиват през тази година.